# Bombenanschlag auf Raidió Teilifís Éireann

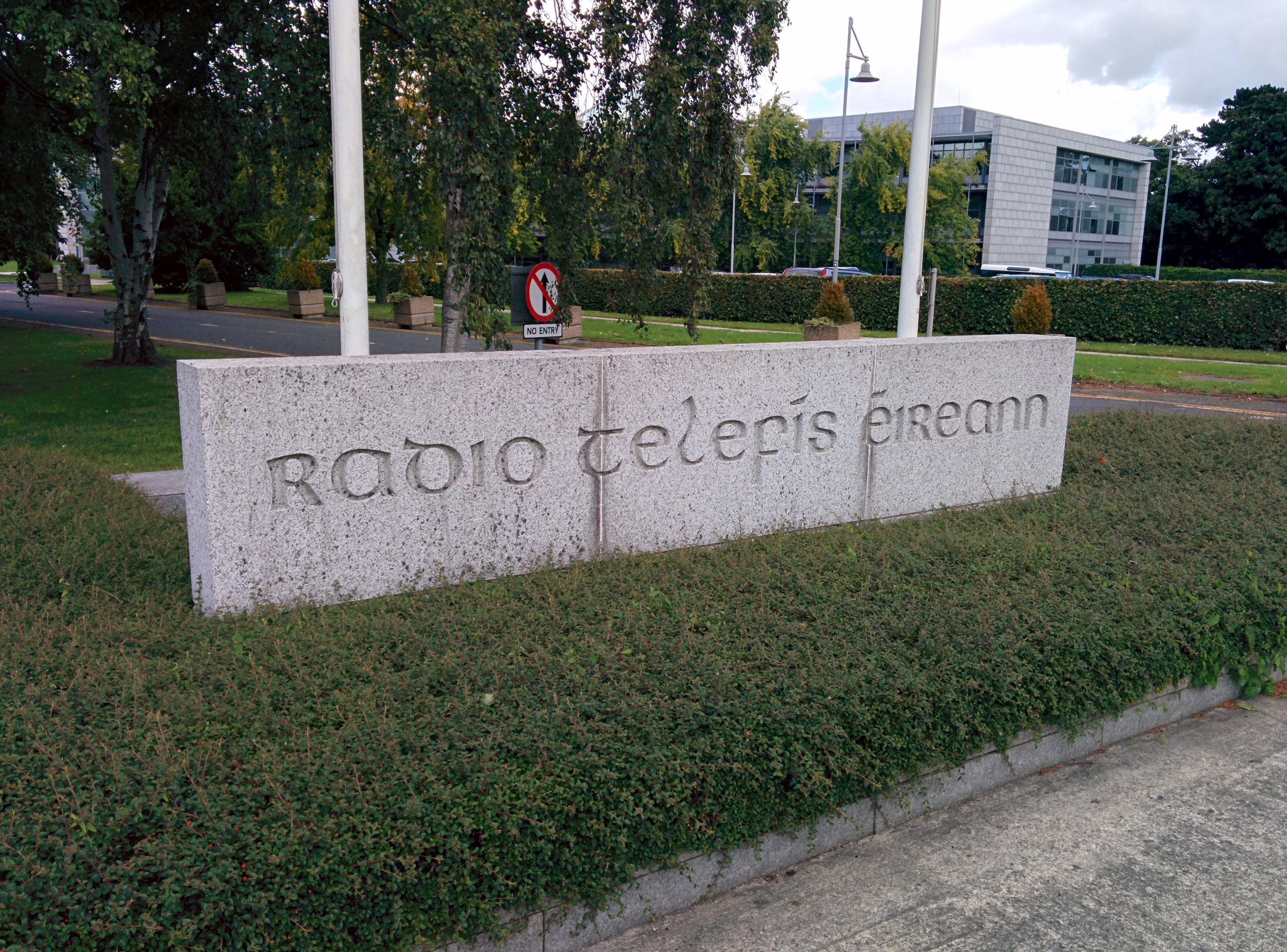
Die Studios von RTÉ in Dublin

Der Bombenanschlag auf Raidió Teilifís Éireann fand 1969 statt und wurde von der paramilitärischen Loyalistengruppe Ulster Volunteer Force (UVF) in Dublin, Irland, durchgeführt. Es war der erste loyalistische Bombenanschlag in der Republik Irland während des Nordirlandkonflikts.

## Hintergrund
Im März und April 1969 führten die UVF und Ulster Protestant Volunteers (UPV) eine Reihe von Sabotageanschlägen in und um Belfast durch und beschuldigten die IRA fälschlich der Planung und Durchführung der Anschläge. Das Kalkül dahinter war die derzeitige nordirische Regierung loszuwerden, welche die Loyalisten gegenüber dem irischen Nationalismus für zu liberal hielten. Die Bevölkerung sollte von den Anschlägen geschockt und somit Stimmung gegen die Regierung und die IRA erzeugt werden.

## Anschlag
Der Angriff fand am 5. August 1969 um 1:30 Uhr in den RTÉ-Studios statt. Die Explosion war über einem weiten Bereich der Stadt Dublin zu hören; niemand wurde verletzt. Es wird angenommen, dass die Bombe an der Rückwand des Studiogebäudes platziert wurde und dem Gebäude nicht viel struktureller Schaden zugefügt wurde, außer dem Zerbrechen von Glasscheiben. Später an diesem Morgen berichteten dennoch alle irischen Tageszeitungen auf der Titelseite über die Explosion.

## Folgen
Der Bombenanschlag war der Start einer Anschlagserie der Loyalisten die bis in die Mitte der 1970er Jahre anhielt und 1974 mit den Anschlägen in Monaghan und Dublin, welche 34 Opfer forderten ihren Höhepunkt erreichte.
Als Nächstes wurde also ein Bombenanschlag auf ein Umspannwerk in Ballyshannon im County Donegal geplant. Allerdings wurde UVF- und UPV-Mitglied Thomas McDowell durch einen Stromschlag getötet, als er die Bombe am 19. Oktober 1969 im Umspannwerk platzierte. Am 24. Oktober übernahm die UVF die Verantwortung sowohl für den misslungenen Ballyshannon- als auch für den RTÉ-Bombenanschlag.
Bis dahin hatten die irischen Sicherheitskräfte geglaubt, dass der RTÉ-Bombenanschlag das Werk irischer Republikaner war. Die UVF führte in diesem Jahr noch zwei weitere Bombenanschläge in der Republik durch. Am 31. Oktober auf das Wolfe-Tone-Denkmal in Bodenstown, im County Kildare, und am 26. Dezember auf das Daniel-O’Connell-Denkmal in Dublin.
Sechs Monate nach dem RTÉ-Bombenanschlag schlug die UVF erneut bei RTÉ zu. Am 18. Februar 1970 sprengte sie einen 240-Fuß-Funkmast auf Mongary Hill in der Nähe von Raphoe und setzte den Sender außer Betrieb. Der Mast hatte es ermöglicht, dass RTÉ-Funksignale nach Nordirland gesendet wurden. Am nächsten Tag übernahm die UVF die Verantwortung. UVF-Sabotageanschläge wurden 1970 und 1971 in der Republik sporadisch fortgesetzt.